# São Domingos do Azeitão
São Domingos do Azeitão este un oraș în unitatea federativă Maranhão (MA), Brazilia.